# Leif Segerstam
Leif Selim Segerstam,  (Inglese: ˈleɪf, Svedese: ˈlɛjf ˈseːɡɛʂʈam) (Vaasa, 2 marzo 1944 – Helsinki, 9 ottobre 2024), è stato un direttore d'orchestra, compositore, violinista, violista e pianista finlandese, noto soprattutto per aver scritto 327 sinfonie insieme ad altri lavori della sua vasta opera.

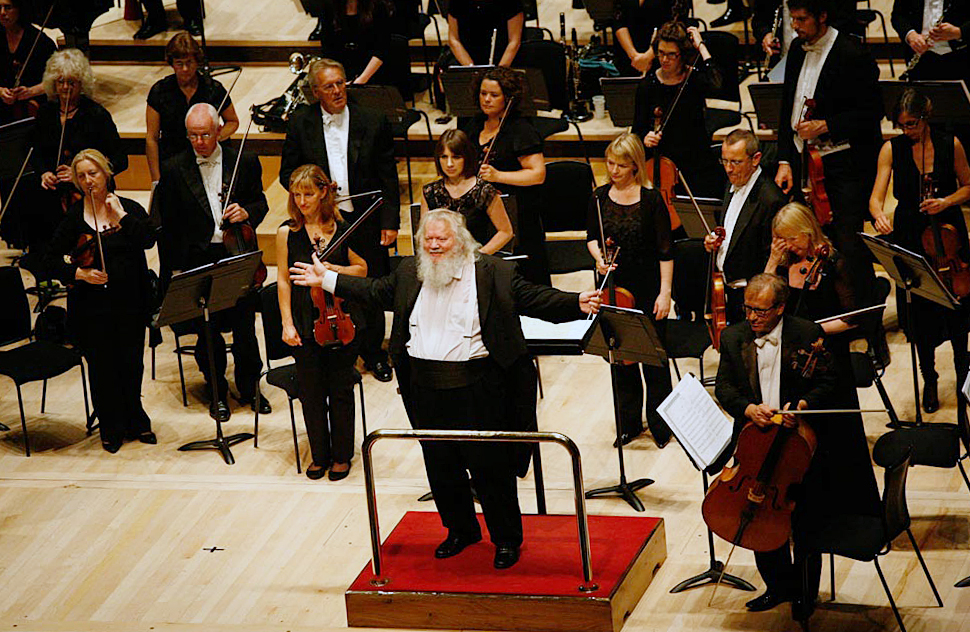
Leif Segerstam con la Philharmonia alle Olimpiadi estive 2012, il 31 luglio 2012.

Leif Segerstam ha diretto diverse orchestre dal 1963, principalmente orchestre americane, australiane ed europee. È ampiamente conosciuto attraverso la sua discografia, che comprende le sinfonie complete di Karl-Birger Blomdahl, Brahms, Mahler, Nielsen e Sibelius ed anche molte opere di compositori contemporanei, come i compositori americani John Corigliano e Christopher Rouse, il compositore finlandese Einojuhani Rautavaara, il compositore svedese Allan Pettersson e i compositori russi Alfred Schnittke e Alexander Scriabin.
I suoi contributi alla scena musicale finlandese e la sua vibrante personalità hanno contribuito alla sua fama.

## Biografia
Leif Segerstam nacque il 2 marzo 1944 a Vaasa, da Selim Segerstam e Viola Maria Kronqvist, in una famiglia di musicisti. Selim realizzò diversi libri di canzoni per lavoro. I Segerstam si trasferirono poi a Helsinki nel 1947. Al tempo di Leif a scuola, suonava il violino e la viola nell'Orchestra giovanile di Helsinki.
Il primo concerto di Leif come violinista fu nel 1962 e il suo debutto come direttore fu nel 1963, con il Barbiere di Siviglia di Rossini, a Tampere. Dopo la prima, Segerstram fu assunto per dirigere l'Opera Nazionale Finlandese e un anno dopo diresse la Finnish Radio Symphony Orchestra. Ha diretto opere moderne, come la Sinfonia di Salmi di Stravinsky e la prima sinfonia di Shostakovich.
Ha studiato violino, pianoforte e direzione d'orchestra all'Accademia Sibelius di Helsinki e si è diplomato in direzione d'orchestra nel 1963. Ha studiato direzione d'orchestra alla Juilliard School di New York con Jean Morel, ha conseguito il diploma nel 1965.
Segerstam ha lavorato come direttore principale dell'Orchestra filarmonica di Helsinki dal 1995 al 2007 e ora detiene il titolo di direttore d'orchestra principale emerito dell'orchestra. Ha ricoperto incarichi con numerose altre orchestre, tra cui la Danish National Radio Symphony e la Austrian Radio Symphony e ha diretto come ospite numerose orchestre in tutto il mondo tra cui la Chicago Symphony Orchestra, la Los Angeles Philharmonic, l'Orchestra Sinfonica di Toronto, la Royal Liverpool Philharmonic e l'Orquestra Sinfônica do Estado de São Paulo. Nel 1978 ha diretto al Teatro alla Scala di Milano Die Entführung aus dem Serail (Il ratto dal serraglio), di Mozart, con la regia di Giorgio Strehler.
fu anche professore di direzione d'orchestra all'Accademia Sibelius di Helsinki. Tra i suoi studenti Susanna Mälkki, Mikk Murdvee, Sasha Mäkilä e Markku Laakso.
Come compositore è conosciuto soprattutto per le sue numerose sinfonie, 319 all'inizio del 2018. La maggior parte delle sue sinfonie dura circa 20 minuti, sono formate da un singolo movimento e sono eseguite senza un direttore. Questo è parzialmente ispirato alla settima sinfonia di Sibelius. Più di un centinaio di sinfonie di Segerstam sono state eseguite.
Ha sviluppato un approccio personale alla composizione aleatoria attraverso uno stile chiamato "pulsazione libera" in cui gli eventi musicali interagiscono in modo flessibile nel tempo e questo metodo di composizione è costante in tutta la sua opera, in particolare nei suoi "Fogli di diario orchestrale". Questo metodo è stato utilizzato per la prima volta nel suo quartetto per archi, il "Quartetto Lemming".
Tra i lavori giovanili di Segerstam (1960-1969) ci sono quattro quartetti d'archi dal 1962 al 1966 e il balletto post-impressionista Pandora del 1967. I quartetti sono di solito etichettati come appartenenti al suo periodo "post-espressionista".
Nel 2015 Segerstam ha iniziato a lavorare su un'opera, Vǫlvan, su libretto di Elisabeth Wärnfeldt.
Segerstam è morto il 9 ottobre 2024, all'età di 80 anni.

## Vita privata
È stato sposato con la violinista Hannele Segerstam (primo violino dell'Orchestra sinfonica della radio finlandese), dalla quale ha avuto due figli, Jan e Pia. Pia è una violoncellista professionista; Jan è un uomo d'affari. Dopo il divorzio di Segerstam da Hannele, nel 2002 sposò l'arpista dell'Orchestra filarmonica di Helsinki Minnaleena Jankko, con la quale ebbe tre figli: Violaelina (nata nel 1997), Selimoskar (nata nel 1998) e Iirisilona (nata nel 1999). Nel 2009 fu annunciato che il loro matrimonio sarebbe finito.

## Lavori
- 327 sinfonie ( Lista delle sinfonie di Leif Segerstam, su core.musicfinland.fi, settembre 2018.)
- 30 quartetti d'archi
- 13 concerti per violino
- 8 concerti per violoncello
- 4 concerti per viola
- 4 concerti per pianoforte

## Premi
- Nel 1999 è stato insignito del Premio musicale del consiglio nordico per il suo lavoro come "instancabile paladino della musica scandinava".[4]